# فرهنگنامه قرآنی
فرهنگنامه قرآنی با عنوان کامل فرهنگنامه قرآنی: فرهنگ برابرهای فارسی قرآن بر اساس ۱۴۲ نسخه خطی کهن محفوظ در کتابخانه مرکزی آستان قدس رضوی کتابی زیر نظر جعفر یاحقی است که در مراسم کتاب سال جمهوری اسلامی ایران به‌عنوان کتاب برگزیده معرفی شد.

## ویژگی‌های اثر
این فرهنگنامه حاوی بیش از ۱۹۰ هزار برابرنهاده فارسی واژگان قرآن از ۱۵۶۱ ریشه عربی است. این برابرنهاده‌ها از ۱۴۲ نسخه خطی مربوط به سده‌های ۴ تا ۱۲ هجری استخراج شده‌اند. در این فرهنگنامه واژگان و ساخت‌های واژگانی بسیاری یافت می‌شوند که در واژه‌نامه‌های سترگی مانند دهخدا نیز یافت نمی‌شوند. قرآن قدس نیز یکی از قرآن‌هایی است که در این اثر فهرست‌نویسی شده است.

## تاریخچه تدوین
تدوین فرهنگنامه قرآنی در دو دوره ناپیوسته پیش و پس از انقلاب ایران مجموعا ۱۴ سال به درازا کشید. پژوهشگران پرشماری در این پروژه همکاری کردند که نام برخی از آن‌ها پایین‌تر آمده است.

### دوره نخست (۱۳۴۸-۱۳۵۳)
تدوین فرهنگنامه‌ی قرآنی از تابستان سال ۱۳۴۸ خورشیدی از سوی احمد علی رجایی بخارایی آغاز شد. در اواخر سال ۱۳۵۳ سازمان فرهنگنامه قرآنی تعطیل شد.

### دوره دوم (۱۳۶۳-۱۳۷۲)
پس از انقلاب اسلامی سال ۱۳۶۳ بار دیگر پروژه از سر گرفته شد و فرهنگنامه قرآنی به مرور از سال ۱۳۷۲ تا ۱۳۷۴ خورشیدی در ۵ جلد از سوی بنیاد پژوهش‌های اسلامی آستان قدس رضوی منتشر شد. این کتاب همچنین در سال ۱۳۷۷ و ۱۳۸۳ تجدید چاپ شد.

### دست‌اندرکاران تدوین
دست‌اندرکاران تدوین این فرهنگنامه عبارت بودند از:
- محمدجعفر یاحقی
- عباس هوتکانی
- حسین ادیالباف مقدم
- یوسف میران موسوی
- سید محمود خسروانی شریعتی
- سید محمود یقینی
- عباس صابری نجف‌آبادی
- اصغر رشاد سرایی
- فرامرز ناصری
- سید حسن مدرسی

## نسخه‌های آنلاین
پس از اتمام چاپ کتاب فرهنگنامه قرآنی و نایاب شدن آن، امروز دو راه برای دسترسی به آن وجود دارد:

### کتابخانه دیجیتال نور
نسخه اسکن‌شده‌ی کامل پنج جلد از این فرهنگنامه در کتابخانه دیجیتال نور وجود دارد. ترتیب قرارگیری واژگان در این نسخه، بر اساس حروف ابتدایی واژگان عربی قرآنی است. مثلا برای یافتن برابرنهاده فارسی واژه «تقوا» باید به بخش ت و برای یافتن واژه «یتقون» به بخش ی بنگرید.

### نسخه جست‌وجوپذیر
نسخه برخط این فرهنگنامه بر اساس ریشه‌های عربی جستجوپذیر است. در این نسخه شما برای مثال برای یافتن هر دو واژه «تقوا» و «یتقون» شما باید به ریشه و-ق-ی عربی مراجعه کنید. برای نمونه وقتی به ریشه س-ل-م در این پایگاه مراجعه می‌کنید می‌بینید که نسخه خطی شماره ۱ یعنی قرآن قدس از ۲۳ حالت صرفی ریشه س-ل-م در قرآن بیش از ۲۰ مورد را به مشتقات «نرم شدن» برگردانده است. مثلا این قرآن، واژه عربی «مسلمان» را به واژه فارسی نرم‌شدآر برگردانده است.

## پژوهش‌ها
در مقاله‌ای با نام «مرگ مسیح در ترجمه‌های قرآن تا سده ۱۲ [میلادی]» که مبتنی بر برگردان‌های این قرآن بر روی ترجمه‌های کهن قرآن به فارسی صورت گرفته است، نشان داده شده است که در قرآن‌های اولیه تا پیش از قرن ۶ هجری،تصلیب و مرگ مسیح از سوی مترجمان فارسی قرآن به رسمیت شناخته شده بوده است اما در دوره‌های بعد احتمالا به دلایل غلبه تمایزهای کلامی مسلمانان و مسیحیان ترجمه‌ها به گونه‌ای تغییر یافته‌اند که منکر تصلیب مسیح شده‌اند.